# Urospatha riedeliana
Urospatha riedeliana är en kallaväxtart som beskrevs av Heinrich Wilhelm Schott. Urospatha riedeliana ingår i släktet Urospatha och familjen kallaväxter. Inga underarter finns listade.